# Behzad Gholampour
Behzad Gholampour (5 agosto 1966) è un ex calciatore ed ex giocatore di calcio a 5 iraniano.

## Carriera

### Calcio a 5
Utilizzato nel ruolo di portiere, come massimo riconoscimento in carriera ha la partecipazione con la Nazionale di calcio a 5 dell'Iran al FIFA Futsal World Championship 1992 ad Hong Kong dove la nazionale asiatica ha ottenuto la sua migliore prestazione nei campionati mondiali con il quarto posto finale, dopo la sconfitta nella finalina a beneficio della Spagna